# Fakolo
Fakolo est une commune rurale du Mali de l'arrondissement de Zanzoni, dans le cercle de M'Pessoba et la région de Koutiala, elle a pour chef-lieu la localité de Zansoni.

## Histoire
Lors de la réforme administrative de 2023, la commune est transférée du cercle de Koutiala de la région de Sikasso avant 2012 au cercle de M'Pessoba dans la région de Koutiala instaurée depuis 2012.

## Villages
La commune s'étend sur 6 localités relevées lors du recensement général de 2009. 
Les villages les plus peuplés sont :
- Zansoni (3 463 habitants)
- Niessoumana (2 801 habitants)
- N'Gania (1 966 habitants)

En 2023, la loi 2023-007 attribue à la commune 6 villages, fractions ou quartiers  :
- Zanzoni
- Ouadiala
- Zamblala
- Niessomana
- Koro-N'Tossoni
- N'Gania